# Departamento de Zacapa
Zacapa, oficialmente el Departamento de Zacapa, es uno de los veintidós departamentos que conforman Guatemala, situado en la región Nor-Oriente del país. Limita al norte con los departamentos de Alta Verapaz e Izabal; al sur con los departamentos de Chiquimula y Jalapa; al este con el departamento de Izabal y Honduras; y al oeste con el departamento de El Progreso. Su cabecera departamental es Zacapa. Por su configuración geográfica que es bastante variada, sus alturas oscilan entre los 130 m s. n. m. en Gualán y los 880 m s. n. m. en el municipio de la Unión, su clima es cálido. 
Zacapa es un departamento con una población mayoritariamente ladina (98.4% del total),menos del dos por ciento son indígenas. Zacapa -junto con Chiquimula, la Ciudad de Guatemala, Jutiapa y Retalhuleu- es el departamento con una baja proporción de indígenas. Zacapa también es el departamento con la mayor tasa de alfabetización en todo el país.

## Toponimia
Según Fuentes y Guzmán el nombre de este departamento se origina del náhuatl «Zacatl» («Zacate o yerba»), palabra que a su vez se compone de «atl» («agua, río»), y «apán» (locativo que significa «en»); así pues, «Zacapa» significa «sobre el río del zacate o de la yerba».}}

## Historia

### Época colonial
El capitán don Francisco Antonio de Fuentes y Guzmán, anotó en su Recordación Florida que los poblados de lo que en la actualidad es la parte oeste del país quedaron pacificados por abril de 1530, aunque todavía una década más tarde se consideraban alzados en su mayor parte. Además, en la obra publicada, las citas del cronista en torno a las Actas de Cabildo, no guardan relación entre sí, lo que ha dificultado la investigación al tratar de comprobar hechos acontecidos durante los decenios siguientes a la llegada de los españoles al país en 1524.
Conforme a documentos que existen en el Archivo General de Centroamérica de 1535 se hace mención del poblado de Zacatlán o Cacitlán, que es la actual cabecera de Zacapa, mencionada también con ese nombre. Es posible que la evangelización que siguió a los encomendaderos, se haya iniciado por la cuarta década del siglo xvi. Es asimismo que el Corregimiento de Chiquimula se haya formado promediando el siglo xvi, no habiendo encontrado a la fecha documentación al respecto, ya que los respectivos nombramientos para Corregidores se principiaron a expedir desde 1545. 
De acuerdo al historiador Domingo Juarros —que publicó sus obras de la Compendio de la Historia de la Ciudad de Guatemala en 1808 y 1818— la región de Zacapa pertenecía al corregimiento de Zacapa y Acazagustlán. Durante el período hispánico se conoció al poblado que luego sería la cabecera departamental como «San Pedro Zacapa»; Juarros lo describió como «un pueblo de bastante vecindario, que tiene algunas familias de españoles, y muchas de mulatos e indios; es cabeza de curato, y del partido, porque en él asiste el teniente del Corregidor».

### Formación del departamento
Luego de los gobiernos conservadores de Rafael Carrera y de Vicente Cerna y Cerna, Zacapa era uno de los territorios que pertenecía al Corregimiento de Chiquimula, del cual fue desprendido por el decreto número 30 del gobierno provisorio del general Miguel García Granados, el 10 de noviembre de 1871. La región acababa de ser pacificada luego de las revueltas que se originaron tras la victoria de la Revolución Liberal de 1871 en junio, y el gobierno de García Granado decidió que era mejor separar el corregimiento de Chiquimula para administrarlo de una forma más conveniente.
El decreto, en su totalidad dice así:
| DECRETO NUM. 30. Considerando: que la grande extensión del departamento de Chiquimula, hace ineficaz la acción de las autoridades. Que es conveniente al mejor servicio público y a los intereses particulares remediar aquel inconveniente; y de conformidad con los deseos de las municipalidades, DECRETO - Artículo 1.º El departamento se divide en dos: el de Chiquimula con su misma cabecera; y el de Zacapa, cuya cabecera será la villa del mismo nombre. - Artículo 2.º La línea divisoria entre uno y otro, se determina de la manera siguiente: al sur de Zacapa, partiendo del callejó de Guastatoya, en línea recta hacia el oriente, pasa por el pie de la cuesta de Petapilla y termina en el nacimiento del río Managua. Desde este punto, con norte franco, y pasando por la aldea llamada Barbasco, hasta la cumbre de la colina de Verapaz. La misma colina continúa siendo la línea divisoria de Verapaz. Al poniente, desde el callejón de Guastatoya en línea recta, pasando por la confluencia del río Tocoy con el Motagua, y continuando la línea con norte franco hasta la cumba de la dicha colina de Verapaz. - Artículo 3.º Los pueblos de Sansaria, Sanarate y Guastatoya quedan agregados al departamento de Guatemala. Dado en Guatemala, a diez de noviembre de mil ochocientos setenta y uno. —Miguel García Granados |

### Pacificación de oriente
Luego del fallido golpe de Estado contra el general Miguel Ydígoras Fuentes el 13 de noviembre de 1960, se inició la Guerra Civil de Guatemala. Entre 1964 y 1965, las Fuerzas Armadas de Guatemala iniciaron acciones contrar insurgentes en contra del Movimiento Revolucionario 13 - MR-13 -de noviembre en el oriente de Guatemala. En febrero y marzo de 1964, la fuerza aérea inició una campaña de bombardeos selectivos sobre las bases que el MR-13 tenía en Izabal, seguida de barridas contrainsurgentes en el vecino departamento de Zacapa que tuvieron el código de «Operación Halcón»; la operación concluyó entre in septiembre y octubre de 1965. Estas operaciones tuvieron el apoyo de militares estadounidenses. A principios de 1965, el gobierno de los Estados Unidos envió asesores del grupo de Boinas Verdes y de la CIA para entrenar al ejército guatemalteco en tácticas contrainsurgentes. Además, asesores de la policía y de seguridad pública de los Estados Unidos llegaron a Guatemala para reorganizar la estructura de la policía de las áreas urbanas.
En una operación encubierta realizada en marzo de 1966, el ejército guatemalteco secuestró, detuvo, torturó y ejecutó a treinta miembros del Partido Guatemalteco del Trabajo -PGT- organización comunista que actuaba clandestinamente en el país luego de ser proscrita en 1954. Cuando estudiantes de derecho de la Universidad de San Carlos intentaron presentar un recurso de habeas corpus también fueron secuestros. Estos hechos constituyeron los primeros casos de desapariciones forzadas masivas en la historia de América Latina. Estas prácticas se incrementarían considerablemente luego de que el presidente Julio César Méndez Montenegro tomara el poder el 1 de julio de 1966; Méndez Montenegro, en un intento de calmar al ejército y mantener su apoyo para su gobierno- le dio carta blanca a las fuerzas armadas para que recurrieran a todos los medios necesarios para pacificar al país.
Con la autorización explícita del gobierno de Méndez Montenegro y el incremento en la ayuda militar estadounidense, el ejército -acompañado de unidades de policía militar - realizó una gran actividad pacificadora en los departamentos de Zacapa e Izabal en octubre de 1966.  Esta campaña se llamó operación Guatemala y estuvo a cargo del coronel Carlos Arana Osorio, quien contó con entrenamiento y asesoría de aproximadamente mil elementos castrenses de los Estados Unidos.
Durante ese tiempo, se formaron grupos paramilitares con comisionados militares, los cuales fueron entrenados por el ejército guatemalteco.  La mayoría de los miembros de este grupo eran fanáticos de extrema derecha con lazos con el Movimiento de Liberación Nacional, fundado y dirigido por Mario Sandoval Alarcón, uno de los miembros del grupo que colaboró con Carlos Castillo Armas en el golpe de Estado de 1954. Para 1967, el ejército guatemalteco consideraba que tenía mil ochocientos comisionados militares bajo su control directo. Uno de los grupos más sanguinarios fue MANO, conocido también como la «Mano Blanca»; el MLN había creado este grupo paramilitar en 1966 para impedir que el presidente Méndez Montenegro llegara al poder, pero al no lograr este propósito, el ejército utilizó a la Mano Blanca para su aparato de seguridad antiterrorista. Los miembros de la Mano Blanca eran oficiales militares en su mayoría y la organización era patrocinada por terratenientes y entrenada por la inteligencia militar.
Se estima que las fuerzas armadas guatemaltecas mataron o desaparecieron aproximadamente quince mil civiles en tres años durante el gobierno de Méndez Montenegro. Por su parte, Amnistía Internacional estimó que en Zacapa e Izabal, las tropas y paramilitares a las órdenes de Arana Osorio habrían asesinado entre tres y ocho mil campesinos entre octubre de 1966 y marzo de 1968, aunque otros autores estiman que la cauda de muertos podría haber alcanzado los quince mil solo en Zacapa. Entre las víctimas había simpatizantes de la guerrilla, campesinos, líderes sindicales, intelectuales, estudiantes, y otros «enemigos del gobierno». La desesperación cundió en la guerrilla y se dieron deserciones y entregas voluntarias a las autoridades. A finales de 1968, el coronel Arana Osorio informó de manera oficial que se había neutralizado el accionar militar del PGT, las FAR y el MR-13 en el oriente guatemalteco determinó que la guerrilla no había «echado raíces» entre la población civil. Por su comportamiento durante esta ofensiva, Arana Osorio fue conocido como «el Chacal de Oriente».

## Geografía

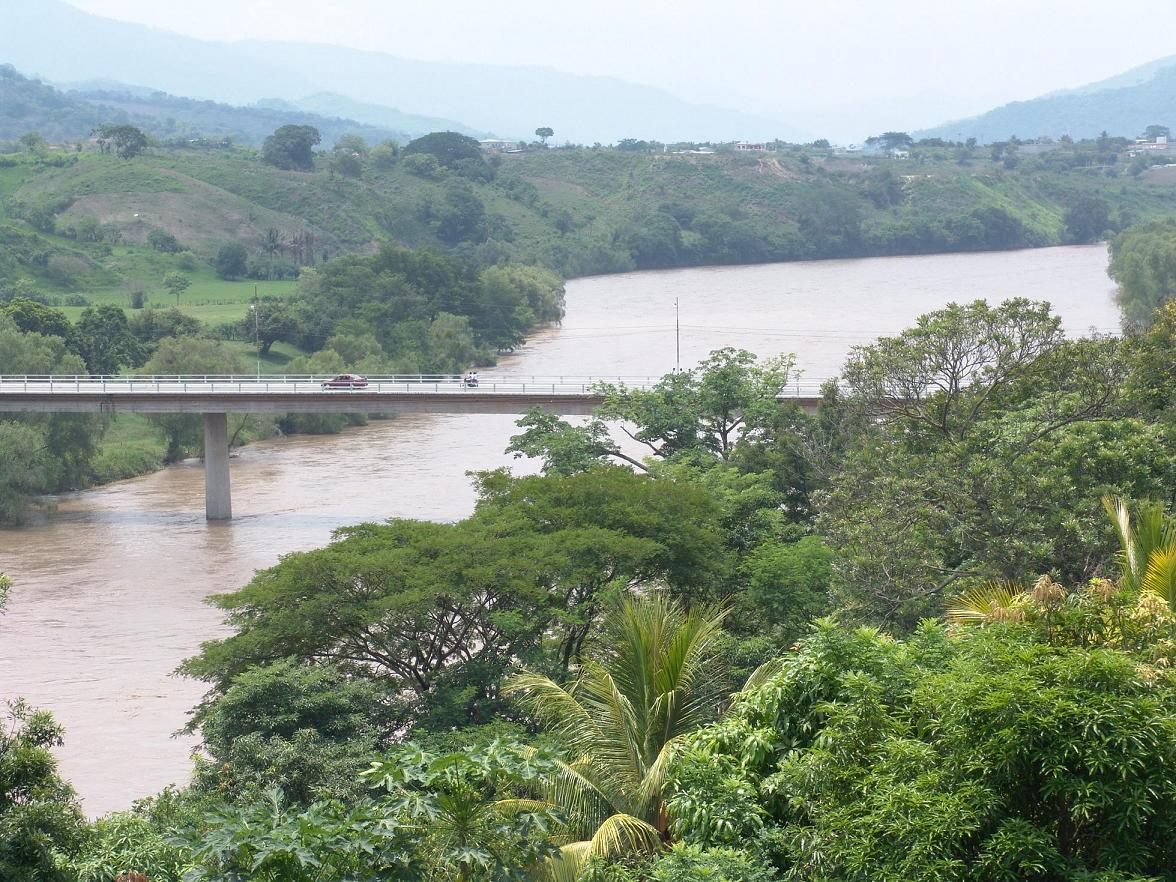
Puente sobre el río Motagua, conectando Gualán con Mayuelas.

La principal fuente de agua que tiene el departamento de Zacapa está localizada en las Montañas de las Granadillas, parte de la Sierra del Merendón. El Río Grande o Motagua es uno de los más importantes de la Cuenca Atlántica, nace en el municipio de Chichicastenango con el nombre de río Selapec. Después recibe el nombre de Motagua o Grande, hasta Usumatlán, y de aquí hasta su desembocadura se llama río Motagua. Sirve de límite entre Quiché y Chimaltenango, Baja Verapaz y Guatemala y atraviesa los departamentos de Zacapa, El Progreso e Izabal; sirve de límite corto entre Guatemala y Honduras, desembocando en la bahía de Omoa. Tiene una extensión aproximada de 400 km, y es navegable por pequeñas embarcaciones en cerca de 200 km desde Gualán a su desembocadura. Tiene numerosos afluentes de los cuales el principal es el río Hondo, importante porque la fuerza de sus aguas se utiliza para mover la planta eléctrica de la ciudad de Zacapa. Desde sus orígenes se precipita torrencialmente en cañadas profundas pero a la altura de Gualán su curso es más suave y sus aguas pueden ser utilizadas para irrigación. Aquí su profundidad es de 2 a 5 m y su anchura media de 60 m.
Además del Motagua, el suelo de Zacapa está bañado por otros ríos de menor importancia tales como: Blanco, Negro, Teculután, Pasabién, Hondo, Jones, Santiago, Los Achiotes, Mayuelas, El Lobo, Doña María, Agua Fría, Huijo, El Tambor, San Vicente, Huité, Grande de Zacapa, Carí, Guaranja, Cañas, Las Naranjas, Biafra y El Islote.

### Orografía
La mitad del territorio, hacia el norte, es montañoso, pues es atravesado por la Sierra de las Minas de oeste a este. Hacia el sur, existen pequeñas cadenas de montes y cerros aislados, los cuales son separados por hondonadas más o menos profundas, mientras que en la parte central el cauce del río Motagua forma un extenso valle que, dependiendo de la configuración topográfica, se estrecha o se ensancha, dando origen a vegas muy fértiles, así como a llanuras tan grandes como los llanos de La Fragua, los cuales se están irrigando en beneficio del departamento, ya que en ellas se encuentran magníficas cosechas de algunos productos como caña de azúcar, tabaco, tomate de muy buena calidad.
Los diferentes cambios de elevación a lo largo del Motagua marcan tres calles de características físicas completamente distintas: El Valle Superior, formando una zona forestal templada; el Valle Meridional que es una zona árida y seca, así como el Valle Bajo que, principiando en Gualán, constituye una extensión del bosque tropical húmedo. Este Valle Bajo forma una planicie fértil, donde se ha sembrado especialmente el banano. Dicho Valle está situado entre la Sierra de las Minas hacia el norte y las montañas del Espíritu Santo y Merendón en dirección sur.

### Zonas de vida vegetal
En general en el departamento de Zacapa existen 6 zonas de vida vegetal, según la clasificación propuesta por Holdrige en el año de 1978.
- me-S Monte Espinoso Subtropical
- bh-S (t) Bosque Húmedo Subtropical Templado
- bmh-S (c) Bosque Muy Húmedo Subtropical Cálido
- bmh-S (f) Bosque Muy Húmedo Subtropical Frío
- bh-MB Bosque Húmedo Montano Bajo Subtropical
- bp-MB Bosque Pluvial Montano Bajo Subtropical

### Áreas protegidas
En Zacapa se encuentran las áreas protegidas de: La Sierra de Las Minas, catalogada como Reserva de Biósfera, y es administrada por "Defensores de la Naturaleza".
También, actualmente se cataloga como Área protegida la montaña de las "Granadillas" que ocupa parte del departamento de Zacapa así también como una pequeña parte del departamento de Chiquimula.

### Vías de comunicación
Entre las principales carreteras que atraviesan el departamento están la interoceánica CA-9, así como la CA-10, la ruta nacional 20. La vía férrea atraviesa su territorio, partiendo de su cabecera un ramal que conduce a la frontera con El Salvador.

### Uso actual de la tierra
En el departamento de Zacapa por su clima, tipos de suelo y la topografía del terreno, sus habitantes siembran maíz, frijol, yuca, café, banano, piña, melón, tomate, chile pimiento, sandía y tabaco. Además por las cualidades con que cuenta el departamento, poseen algunos de sus habitantes la crianza de ganado vacuno. La existencia de bosques, ya sean estos naturales, de manejo integrado, mixtos, etc., compuestos de variadas especies arbóreas, arbustivas o rastreras dan al departamento un toque especial en su ecosistema y ambiente. De esta cuenta, en este departamento el uso de la tierra es aprovechado en ocasiones de manera intensiva y en otras de manera pasiva.

### Capacidad productiva de la tierra
Para evidenciar con que capacidad productiva de terreno se cuenta en este departamento, en Guatemala de acuerdo con el Departamento de Agricultura de los EE. UU., existen 8 clases de clasificación de capacidad productiva de la tierra, en función de los efectos combinados del clima y las características permanentes del suelo. De esta 8 clases agrológicas la I, II, III Y IV son adecuadas para cultivos agrícolas con prácticas culturales específicas de uso y manejo; las clases V, VI, y VII pueden dedicarse a cultivos perennes, específicamente bosques naturales o plantados; en tanto que la clase VIII se considera apta solo para parques nacionales, recreación y para la protección del suelo y la vida silvestre.
En Zacapa están representadas siete de las ocho clases agrológicas indicadas, predominando las clases VIII, VII y VI.

## Demografía
A continucación se presenta una lista de datos demográficos recolectados en base al censo del 2018, en donde se destacan tres pilares, como lo son la Población, Vivienda y Educación del Departamento de Zacapa.

. Zacapa cuenta con un total de 262,138habitantes registrados según los datos del Censo 2018 y para el 2024 se estima un poco más de 275,000 personas en el departamento.
| Gráfica de evolución demográfica de Departamento de Zacapa entre 1880 y 2024                               |
| |
| Población de los censos y conteos del Instituto Nacional de Estadística de Guatemala (INE) de 1880 a 2024. |

## División política

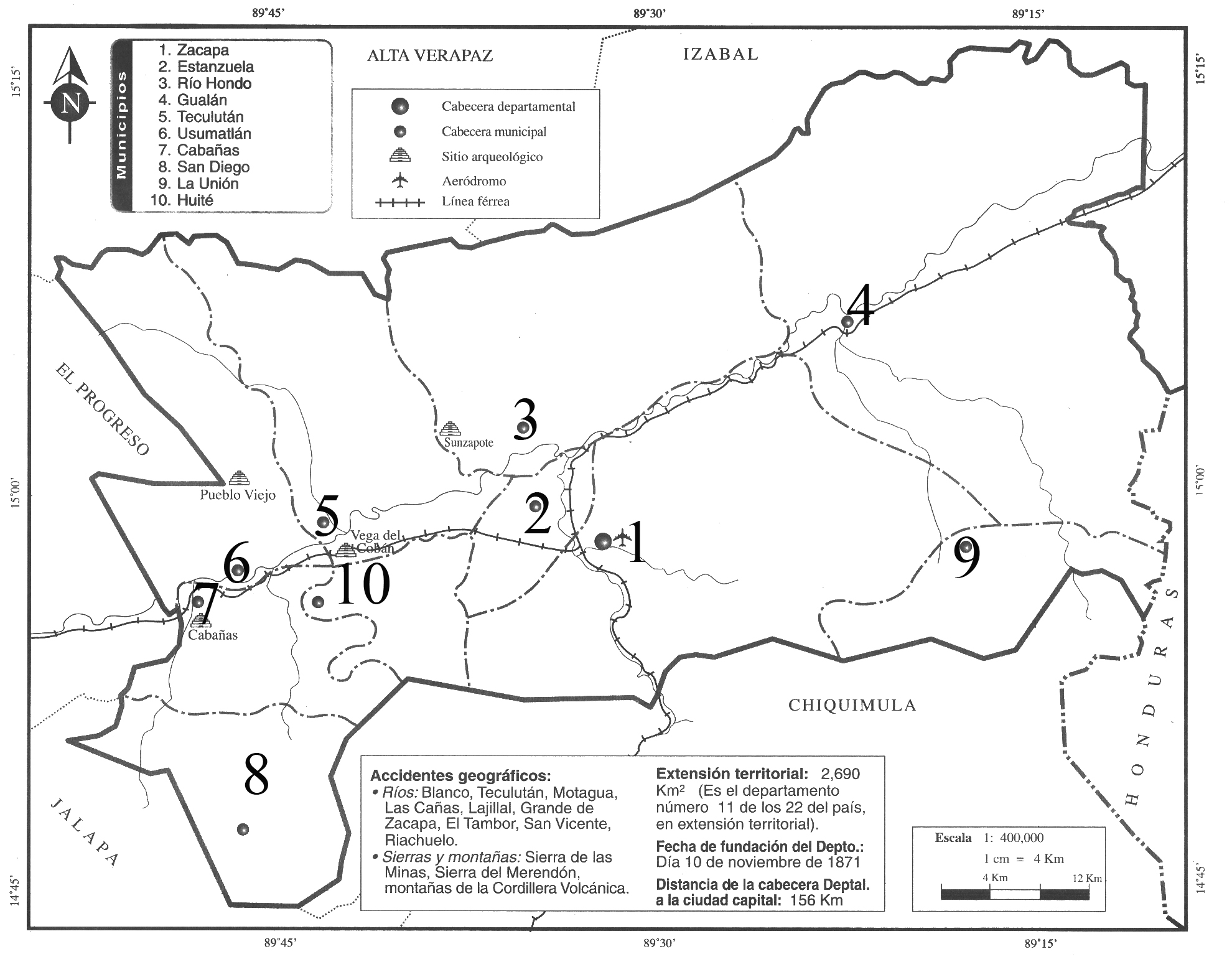
Mapa de Zacapa

Cuenta con 11 municipios que son:
| - Cabañas - Estanzuela - Gualán - Huité - La Unión - Río Hondo - San Diego - San Jorge - Teculután - Usumatlán - Zacapa |

### Municipio según población
| N. | Municipio  | Estimación | Censo   | Censo   | Crecimiento   |
| N. | Municipio  | 2024       | 2018    | 2002    | Δ (2002-2018) |
| -- | ---------- | ---------- | ------- | ------- | ------------- |
| 1  | Zacapa     | 67 974     | 60 424  | 59 089  | ▲ 2,2%        |
| 2  | Gualán     | 50 421     | 45 663  | 39 871  | ▲ 13,5%       |
| 3  | La Unión   | 38 964     | 33 572  | 23 705  | ▲ 34,4%       |
| 4  | Río Hondo  | 24 159     | 21 434  | 17 667  | ▲ 19,3%       |
| 5  | Teculután  | 20 805     | 17 602  | 14 428  | ▲ 19,8%       |
| 6  | Cabañas    | 15 161     | 13 641  | 11 211  | ▲ 19,6%       |
| 7  | San Jorge  | 13 841     | 12 304  | *       | N/D           |
| 8  | Usumatlán  | 13 584     | 12 232  | 9 326   | ▲ 26,7%       |
| 9  | Huité      | 12 197     | 11 470  | 8 835   | ▲ 25,9%       |
| 10 | Estanzuela | 10 925     | 9 797   | 10 210  | ▼ 4,1%        |
| 11 | San Diego  | 7 882      | 7 235   | 5 825   | ▲ 21,6%       |
| -  | Zacapa     | 275 913    | 245 374 | 200 167 | ▲ 20,3%       |

Nota: San Jorge pertenecía al municipio de Zacapa y no fue cosiderada municipalidad hasta el año 2012.

#### Municipio por Sector
|  | 100 % |

|  | 0 % |

|  | 14 % |

|  | 86 % |

|  | 7 % |

|  | 93 % |

|  | 29 % |

|  | 71 % |

|  | 32 % |

|  | 68 % |

|  | 54 % |

|  | 46 % |

|  | 30 % |

|  | 70 % |

|  | 36 % |

|  | 64 % |

|  | 29 % |

|  | 71 % |

|  | 81 % |

|  | 19 % |

|  | 10 % |

|  | 90 % |

|  | 44 % |

|  | 56 % |

## Desarrollo
Véase también: Anexo:Departamentos de Guatemala por IDH
El informe de desarrollo humano publicado en 2022 por el PNUD Guatemala, La celeridad del cambio, una mirada territorial del desarrollo humano 2002–2019, donde se observó el cambio y el avance que ha habido en el país entre 2002 y 2018, en materia de salud, educación y vivienda.

### IDH Departamental
Zacapa posee un IDH de 0,645 , lo cual lo ubica como un departamento con desarrollo humano medio, su desarrollo departamental es ligeramente inferior al desarrollo municipal debido a los municipios de Gualán y La Unión tienen un desarrollo inferior al promedio y son municipios muy poblados. El departamento en el año 2002, tenía un desarrollo medio con 0,554 .
|  | 0,645 |

|  | 0,554 |

|  | 0,650 |

|  | 0,555 |

El municipio con diferencia más desarrollado y a su vez el único que se encuentra en el desarrollo humano alto es Estanzuela con un IDH de 0,717 , su alta influencia comercial y atractivos turísticos son esenciales para su alto puntaje en el indicador , otros municipios como Teculután con 0,690 y Río Hondo con 0,686 también se encuentran en la barrera entre el desarrollo medio y alto, ambos cruzados por la carretera CA-9 ruta al Atlántico el cual facilita el desarrollo de los municipios. 
Con mucha diferencia, el municipio menos desarrollado de Zacapa es La Unión con un IDH de 0,561 , debido a su ubicación , el municipio enfrenta diversos desafíos como la desnutrición o pobreza. Se encuentra muy aislado de los centros más importantes del departamentos, además de estar en un punto de abandono y subdesarrollo.  
| N.        | Municipio  | IDH 2018 | IDH 2002 |
| Zacapa    | Zacapa     | 0,645    | 0,554    |
| IDH Alto  | IDH Alto   | IDH Alto | IDH Alto |
| --------- | ---------- | -------- | -------- |
| 1         | Estanzuela | 0,717    | 0,631    |
| IDH Medio |            |          |          |
| 2         | Teculután  | 0,690    | 0,597    |
| 3         | Río Hondo  | 0,686    | 0,589    |
| 4         | Zacapa     | 0,678    | 0,604    |
| 5         | San Diego  | 0,667    | 0,552    |
| 6         | Usumatlán  | 0,666    | 0,561    |
| 7         | San Jorge  | 0,642    | 0,604    |
| 8         | Cabañas    | 0,625    | 0,531    |
| 9         | Gualán     | 0,620    | 0,518    |
| 10        | Huité      | 0,606    | 0,469    |
| 11        | La Unión   | 0,561    | 0,448    |
| Promedio  | Promedio   | 0,650    | 0,555    |

| N. | Municipio         | IDH Según Indicadores | IDH Según Indicadores | IDH Según Indicadores |
| N. | Municipio         | Salud                 | Educación             | Nivel de Vida         |
| -- | ----------------- | --------------------- | --------------------- | --------------------- |
| 1  | Estanzuela        | 0,896                 | 0,590                 | 0,696                 |
| 2  | Teculután         | 0,892                 | 0,546                 | 0,675                 |
| 3  | Río Hondo         | 0,908                 | 0,528                 | 0,673                 |
| 4  | Zacapa            | 0,836                 | 0,535                 | 0,699                 |
| 5  | San Diego         | 0,864                 | 0,529                 | 0,650                 |
| 6  | Usumatlán         | 0,864                 | 0,517                 | 0,660                 |
| 7  | San Jorge         | 0,824                 | 0,506                 | 0,634                 |
| 8  | Cabañas           | 0,825                 | 0,463                 | 0,641                 |
| 9  | Gualán            | 0,837                 | 0,445                 | 0,638                 |
| 10 | Huité             | 0,756                 | 0,470                 | 0,627                 |
| 11 | La Unión          | 0,761                 | 0,393                 | 0,591                 |
| -  | Zacapa (Promedio) | 0,842                 | 0,502                 | 0,653                 |

### Población que vive en el departamento según IDH
| N. | Municipio  | IDH 2018 | Población | Según Desarrollo |
| -- | ---------- | -------- | --------- | ---------------- |
| 1  | Estanzuela | 0,717    | 9,797     | 9,797            |
| 2  | Teculután  | 0,690    | 17,602    | 235,576          |
| 3  | Río Hondo  | 0,686    | 21,434    | 235,576          |
| 4  | Zacapa     | 0,678    | 60,424    | 235,576          |
| 5  | San Diego  | 0,667    | 7,235     | 235,576          |
| 6  | Usumatlán  | 0,666    | 12,232    | 235,576          |
| 7  | San Jorge  | 0,642    | 12,304    | 235,576          |
| 8  | Cabañas    | 0,625    | 13,641    | 235,576          |
| 9  | Gualán     | 0,620    | 45,663    | 235,576          |
| 10 | Huité      | 0,606    | 11,470    | 235,576          |
| 11 | La Unión   | 0,561    | 33,572    | 235,576          |
| -  | Zacapa     | 0,645    | 0,645     | 0,645            |

## Idioma
Como efecto de la presencia de los españoles en la región oriental de Guatemala, durante los siglos XVII al XVIII, es el español el idioma general, sin embargo, existe un porcentaje de la población, especialmente el municipio de La Unión que tiene presencia del grupo maya chort'i, quienes hablan el idioma del mismo nombre.

## Economía
Debido a su clima cálido y a la constitución de sus terrenos no es posible dedicarlos a toda clase de cultivos, pudiendo hacerse estos en las partes regables conocidas como "vegas", ya que los cultivos de tierra fría se hacen en escala reducida. Por estas condiciones los habitantes se dedican en gran parte al comercio, así como a la cría de ganado.

### Producción agrícola
En lo que se refiere a la agricultura aunque no en la misma forma de otros departamentos vecinos, también cultiva maíz, frijol, yuca, tomate, banano, piña, melón, pimiento, sandía, uvas, algunas plantas textiles como el algodón y principalmente tabaco, entre otros.

### Producción pecuaria
Se dedican a la crianza de ganado vacuno y a la producción de queso y mantequilla de magnífica calidad que se elabora en Estanzuela.

### Producción industrial
La industria minera no se ha explotado a plenitud en este departamento. Existen minerales de plata, cobre, hierro, un poco de oro, pero especialmente están los famosos mármoles y piedras calcáreas. El cromo se encuentra en cantidades apreciables, el cual era exportado antiguamente. El mármol que se extrae, tanto blanco como jaspeado, es de superior calidad. También existen fincas que se dedican a la industria maderera que en su mayor parte se encuentra en vías de explotación.

### Producción artesanal
En cuanto a las artesanías populares, su producción es relativamente baja. En esta forma podemos ver que los tejidos de algodón los trabajan únicamente en San Diego y Río Hondo.; la jarcia en Estanzuela y Río Hondo; muebles en San Diego, Cabañas, Estanzuela, Zacapa, Río Hondo, La Unión y Gualán. Así también los habitantes de Estanzuela realizan bellísimos bordados, los cuales son apreciados y solicitados de todas partes. En igual forma se encuentran las quesadillas, y los dulces de toronja y mazapán.

### Pobreza
El departamento de Zacapa posee un 55.9% de su población en pobreza y un 21.4% en pobreza extrema según datos del PNUD 2014. 

## Costumbres y tradiciones
En tiempos coloniales, esta región fue propiciada para la difusión de danzas de moros y cristianos, ya que su estructura social de origen peninsular así lo permitía. Sin embargo, por razones aún desconocidas, estas danzas fueron extinguiéndose y porque los  reemplazarse por otras, también de origen europeo, relacionadas con las circunstancias climáticas.
As, se tiene que en Zacapa, se practican mojigangas con recitados que se refieren a las estaciones del invierno y del verano, según lo afirma Claudia Dary en sus estudios de literatura oral de dichas regiones. Las mojigangas se practican al estilo medieval europeo. Consisten en desfiles de disfraces, en cuyo recorrido se practican desafíos y recitados al estilo de las "bombas" de otros lugares de Centroamérica.
Como herencia cultural de los migrantes de España y Europa, los habitantes del oriente de Guatemala se destacan por su afición a los juegos de azar.
También se llevan a cabo las competencias de habilidad física deportiva, tales como las carreras de listones o de argollas, en donde los jinetes deben competir en veloz carrera, arrancando listones o patos que se cuelgan de una cuerda. En este sentido, las corridas de toros y los jaripeos también son plenamente populares, así como las famosas peleas de gallos que, incluso, se hallan en la literatura de los escritores de la región.
Zacapa es un departamento rico en cuentos y leyendas populares, chistes, historias y anécdotas. Entre los cuentos populares destacan los cuentos maravillosos de don Francisco de Orellana, de Gualán, sus personajes como castillos encantados, príncipes y "príncipas" (princesas), hacen su aparición a cada momento; así como también árboles mágicos, mares tormentosos, pájaros de siete colores y caballos voladores.
Existen personajes como Pedro Urdemales, el "puro zacapaneco", con su ingenio y su orgullo recorre haciendas, fincas, caseríos y poblados, para ayudar a los pobres, "fregando a los ricos, a los curas y a los chafas". El maravilloso bandido local Jacinto Aldana, quien camina en las aldeas del municipio de San Diego y Feliciano Tovar, que es dueño de aventuras en Río Hondo.
Entre la diversidad de tradiciones orales abundan los cuentos de animales, en particular los de Tío Conejo y Tío Coyote, que están presentes en la cuentistica del departamento, en especial en Teculután y Usumatlán.
Los chistes o cuentos de gentes ingenuas y graciosas que mueven a la risa y al humor, también forman parte de esta tradición. Destacan los huitecos, que son personajes de cuentos jocosos y anécdotas que se convierten en pequeños cuentos, sobre todo de bobos e ingenuos.
Se dice que en todo el departamento aparece el Duende, el Sombreron, la Llorona, pero en especial el Zisimite, que es un personaje pequeño, que usa un gran sombrero y tiene los pies al revés.
Zacapa es uno de los departamentos que cuenta con una de las mayores diversidades religiosas en el país. Antiguamente el catolicismo era la religión más popular del departamento era profesada por un 68% de la población. Actualmente solo es seguida por el 51% de la población, seguida del crecimiento de las iglesias protestantes (principalmente evangélicas, luteranas, anglicanas y bautistas, ya alrededor del 29%, antes eran el 18%. Se estima que el 2% de la población sigue otras religiones cristianas, el 0,7% son de creencias mayas chorties y pocoman, el 0,3% son de otras religiones y el 17% de la población zacapaneca no tiene religión. 

## Religión
| Religión en Zacapa (2018)  | Religión en Zacapa (2018)  | Religión en Zacapa (2018) | Religión en Zacapa (2018) | Religión en Zacapa (2018) |
| -------------------------- | -------------------------- | ------------------------- | ------------------------- | ------------------------- |
| Religión                   | Religión                   |                           | Porcentaje                | Porcentaje                |
| Católicos                  | Católicos                  |                           | 51 %                      | 51 %                      |
| Protestantes y Evangélicos | Protestantes y Evangélicos |                           | 30 %                      | 30 %                      |
| Sin Religión               | Sin Religión               |                           | 17 %                      | 17 %                      |
| Otras religiones           | Otras religiones           |                           | 2 %                       | 2 %                       |

### Fiestas patronales
| Municipio  | Fecha                       | En honor a              |
| ---------- | --------------------------- | ----------------------- |
| Cabañas    | 19 al 21 de enero           | San Sebastián           |
| Estanzuela | 20 al 23 de noviembre       | Santa Cecilia           |
| Gualán     | 3 a 9 de octubre            | San Miguel Arcángel     |
| Huité      | movible (carnaval)          | Jesús Nazareno          |
| La Unión   | 23 al 25 de abril           | Santo Hermano Pedro     |
| Río Hondo  | 23 al 28 de febrero         | Virgen de Candelaria    |
| San Diego  | 11 al 13 de noviembre       | San Diego de Alcalá     |
| San Jorge  | 23 al 25 de abril           | San Jorge               |
| Teculután  | 23 de enero al 2 de febrero | Virgen de Candelaria    |
| Usumatlán  | 24 de junio                 | San Juan Bautista       |
| Zacapa     | 4 al 9 de diciembre         | Virgen de la Concepción |

## Centros turísticos y arqueológicos
Zacapa cuenta con los centros turísticos: Turicentro Valle Dorado, Balneario Pasabién Balneario las Mesas, Balneario Barranco Colorado, Balneario Doña María y las Termas de Santa Marta.
Uno de los principales atractivos del departamento de Zacapa es el Museo de Paleontología, Arqueología y Geología, conocido actualmente como  Roberto woolfolk Saravia situado en el municipio de Estanzuela.
Este museo se inició cuando el señor Alfonso González Davison, en 1985, notó que en Estanzuela había fósiles y vestigios mayas. Algunos de estos fósiles estuvieron depositados en el Museo de Historia Natural de la ciudad de Guatemala, pero muchos de ellos eran sacados del país. Esto dio lugar a que el profesor Jorge Ibarra, Director del Museo Nacional de Historia Natural, y David Vela, Director del diario El Imparcial, escribieran varios artículos en el mencionado periódico, dando a conocer la importancia de la conservación técnica de estos restos en un museo apropiado.
Poco tiempo después el señor González Davison juntamente con el director del INGUAT, señor Leonel Sisniega Otero, sugirieron la construcción del museo y para ello el INGUAT contrató los servicios de los paleontólogos Bryan Petterson y Roberto Woolfolk Saravia, quienes no sólo recuperaron todas las piezas de fósiles posibles, sino construyeron el edificio del museo.
Entre los principales logros de estos paleontólogos fue haber encontrado la osamenta completa de un mastodonte; luego se encontró el esqueleto de un perezoso gigante que se encontraba en los límites de la capital con el municipio de Chinautla, el cual resultó ser el tercero en su clase en el mundo, así como otras piezas más que ya se encuentran en exhibición.

## Gastronomía
El departamento de Zacapa cuenta con una variedad de platos, incluyendo la yuca con chicharrón, que consta de chicharrones, yuca, tortilla y salsa de tomate, las quesadillas, que es una especie de bizcocho hecho en molde el cual lleva, además de harina, huevos y demás ingredientes. Se le añade queso producido en la región el cual es el postre tradicional del departamento, cuya receta es guardada por los artesanos, así como el fresco de pepita (semillas de ayote que es el fruto de una planta de la familia de las cucurbitáceas que son tostadas y molidas).
En la actualidad las tortillas de harina es un plato que se ha hecho tradicional de Zacapa, a pesar de no haberse originado en el departamento.